# Andrzej Łakomiec
Andrzej Łakomiec (ur. 30 sierpnia 1958) – polski piłkarz, występujący na pozycji pomocnika.

## Życiorys
Reprezentował Polskę na szczeblu juniorskim. Na początku seniorskiej kariery występował w Granacie Skarżysko-Kamienna. W styczniu 1979 roku został piłkarzem Zagłębia Sosnowiec. W barwach Zagłębia wystąpił w 60 meczach I ligi, zdobywając w nich 6 goli. Na początku 1984 roku został zawodnikiem CKS Czeladź. Na dalszym etapie kariery grał także w GKS Tychy.

## Statystyki ligowe
| Sezon         | Klub               | Liga   | Mecze | Gole |
| ------------- | ------------------ | ------ | ----- | ---- |
| 1978/1979 (w) | Zagłębie Sosnowiec | I liga | 0     | 0    |
| 1979/1980     | Zagłębie Sosnowiec | I liga | 21    | 4    |
| 1980/1981     | Zagłębie Sosnowiec | I liga | 0     | 0    |
| 1981/1982     | Zagłębie Sosnowiec | I liga | 9     | 0    |
| 1982/1983     | Zagłębie Sosnowiec | I liga | 21    | 2    |
| 1983/1984 (j) | Zagłębie Sosnowiec | I liga | 9     | 0    |